# Blanca Irurzun
Blanca Lelia Irurzun (La Banda, Santiago del Estero; 11 de junio de 1910-Ciudad Autónoma de Buenos Aires, 9 de enero de 1999) fue una escritora, poetisa, artista plástica, y docente argentina.
Hija de Bernardo Irurzun y Mercedes Salaberri de Irurzun, docentes que fundaron uno de los primeros establecimientos educativos de La Banda, la Escuela Libertad, egresó como maestra de la Escuela Normal Manuel Belgrano a los 15 años.
Ejerció como docente en la Escuela Libertad y llegó a ser Inspectora de Escuelas Nacionales, cargo en el que se jubiló.
En el desempeño de sus funciones recorrió el interior santiagueño, lo que la llevó a conocer íntimamente la vida de las personas humildes, dejando testimonio de sus impresiones y del amor por su tierra en gran parte de su obra.
Su labor cultural y literaria es muy extensa. Fue miembro del grupo cultural La Brasa, fundadora de sociedades de escritores y artistas plásticos. Su obra literaria abarcó todos los géneros: narrativa, ensayo, poesía, teatro y artículos periodísticos. Colaboró con distintos diarios como “La Capital” de Rosario, “El Independiente” de Salta, ”El Liberal” de Santiago del Estero y la revista ”Picada”. En incontables conferencias difundió la obra de escritores de Santiago. 
Recibió numerosos premios, entre ellos el Primer premio de la Comisión Nacional de Cultura en 1942 por “Emoción y sentido de mis llanuras” y en reconocimiento a su trayectoria, el Gran Premio de Honor de SADE - Santiago del Estero en 1981.
Al contraer matrimonio con Miguel Gabarain en la década del 50', se trasladó a la ciudad de Buenos Aires desde donde escribiría sus últimas obras publicadas, como Luna Florecida en Blancos Astronautas y Cuentos Demorados.
Su poema ”Los ojos de los niños” fue musicalizado por Horacio Banegas.

## Obras

### Relatos
- Changos, 1939.
- El racimo verde, 1946.
- Cuentos demorados, 1989.

### Poesía
- Horizontes, 1941.
- Sobre cántaro reseco agua fresca y clara, 1968.
- Luna florecida en blancos astronautas, 1981.

### Ensayos
- Datos para la historia del pueblo que nombro y que amo, 1972.
- Emoción y sentido de mis llanuras, 1942.
- Geografía emocional de mi tierra, 1989

### Teatro
- Las manos al sol.
- Juan Francisco Borges.
- Es que algunos … están ciegos.
- Una mujer.